# Lista de filmes portugueses de 1994
Lista de filmes portugueses de longa-metragem lançados comercialmente em Portugal em 1994, nas salas de cinema.
Notas: Na secção coprodução, passando o cursor sobre a bandeira aparecerá o nome do país correspondente.
| #  | Filme                    | Realização            | Género                   | Estreia        | Coprodução                    |
| -- | ------------------------ | --------------------- | ------------------------ | -------------- | ----------------------------- |
| 1  | Adeus Princesa           | Jorge Paixão da Costa | Drama, mistério          | 18 de março    | Espanha · França              |
| 2  | Até Amanhã, Mário        | Solveig Nordlund      | Drama                    | 14 de janeiro  | Suécia                        |
| 3  | A Caixa                  | Manoel de Oliveira    | Drama, comédia           | 18 de novembro | França                        |
| 4  | O Fio do Horizonte       | Fernando Lopes        | Drama, mistério          | 4 de março     | França · Espanha · Inglaterra |
| 5  | Longe Daqui              | João Guerra           | Drama                    | 29 de abril    | França                        |
| 6  | Manual de Evasão - Lx 94 | Edgar Pêra            | Fantástico, experimental | 16 de setembro | —                             |
| 7  | Onde Bate o Sol          | Joaquim Pinto         | Drama                    | 12 de julho    | —                             |
| 8  | Três Irmãos              | Teresa Villaverde     | Drama                    | 4 de novembro  | França                        |
| 9  | Três Palmeiras           | João Botelho          | Drama, comédia           | 16 de setembro | —                             |
| 10 | Uma Vida Normal          | Joaquim Leitão        | Drama, comédia           | 4 de março     | Espanha                       |
| 11 | Zéfiro                   | José Álvaro Morais    | História, docuficção     | 16 de setembro | —                             |